# The Go Team
Pour l’article homonyme, voir The Go! Team .
 (janvier 2019).
Si vous disposez d'ouvrages ou d'articles de référence ou si vous connaissez des sites web de qualité traitant du thème abordé ici, merci de compléter l'article en donnant les références utiles à sa vérifiabilité et en les liant à la section « Notes et références ».
The Go Team est un groupe d'Olympia, État de Washington, constitué principalement de Tobi Vail, Billy Karren et de Calvin Johnson de Beat Happening.
Le groupe s'est séparé au bout de 5 ans environ, en 1989. Calvin déclara à ce sujet : "Oh well, five years is pretty long for any band." (« En effet, cinq ans est plutôt long pour n'importe quel groupe. »)
En 1989, The Go Team réalisa une série de 45 tours sur le label créé par Calvin, K Records dont la particularité est d'avoir toujours été le fruit de collaborations avec une foule d'autres artistes, dont Kurt Cobain, le chanteur de Nirvana. On y retrouve aussi Dave Nichols (the Cannanes), Donna Dresch (Team Dresch)... C'était d'ailleurs la marque de fabrique du groupe. Les Go Team passaient leur temps à explorer diverses sonorités.
Par la suite Tobi et Billy forment Bikini Kill avec Kathleen Hanna et Athie Wilcox. Puis Tobi, Billy et Kathie, sans Kathleen, formèrent The Frumpies.
Calvin enregistra en solo et continue encore actuellement de s'occuper de son label K Records.

## Discographie[2]
La série mensuelle de 45 tours de 1989 fait l'objet d'une quête active de la part de collectionneurs.[réf. nécessaire]

### 45 tours
- Janvier 1989 : Tobi Vail : guitare, batterie, "respiration."  Calvin Johnson : guitare, batterie, voix.  sand / jigsaw (instrumental)
- Février 1989 : Tob i: guitare, voix.  Calvin: guitare.  Billy Karren: guitare, voix.  Louise Olson : basse.  David Nichols : batterie.  outside / stay ready
- Mars 1989 : Tobi : batterie. Calvin, guitare. The Legend! (?) : voix. Breakfast In Bed / Sad Little Circles
- Avril 1989 : Tobi : guitare, batterie.  Calvin : guitare.  Jeff Kennedy : voix. Milquetoast Brigade / She Was Sad.
- Mai 1989 : Tobi & Calvin : guitares, batterie, voix. Ribeye / 935 Patterson.
- Juin 1989 : Tobi: percussion.  Calvin: guitare, batterie, voix.   Quang H : batterie.  Billy Karren : guitare.  Brad Clemmons : guitare. Go Team Call / Three Ways To Sunday.
- Juillet 1989 : Calvin: guitare.  Tobi: batterie.  Tamra Ohmund: voix.   Louise Olsen: basse. Donna Biddle: guitare. Kurt Cobain: guitare. Scratch It Out / Bikini Twilight.
- Aout 1989 : Tobi: guitare, batterie, voix.  Calvin: guitare, batterie. Tummy Hop / Maverick Summer.
- Septembre 1989 : Tobi, Calvin, Brad Clemmons: guitares. The Pines of Rome

### Cassettes
- Recorded Live At The Washington Center For The Performing Arts
- Your Pretty Guitar avec Steve Peters
- Archer Come Sparrow